# المجدبة (إب)

تعديل مصدري - تعديل

المجدبة هي إحدى قرى عزلة جبل معود بمديرية إب التابعة لمحافظة إب، بلغ تعداد سكانها 313 نسمة حسب تعداد اليمن لعام 2004.